# Дім Каноніка, Ужгород

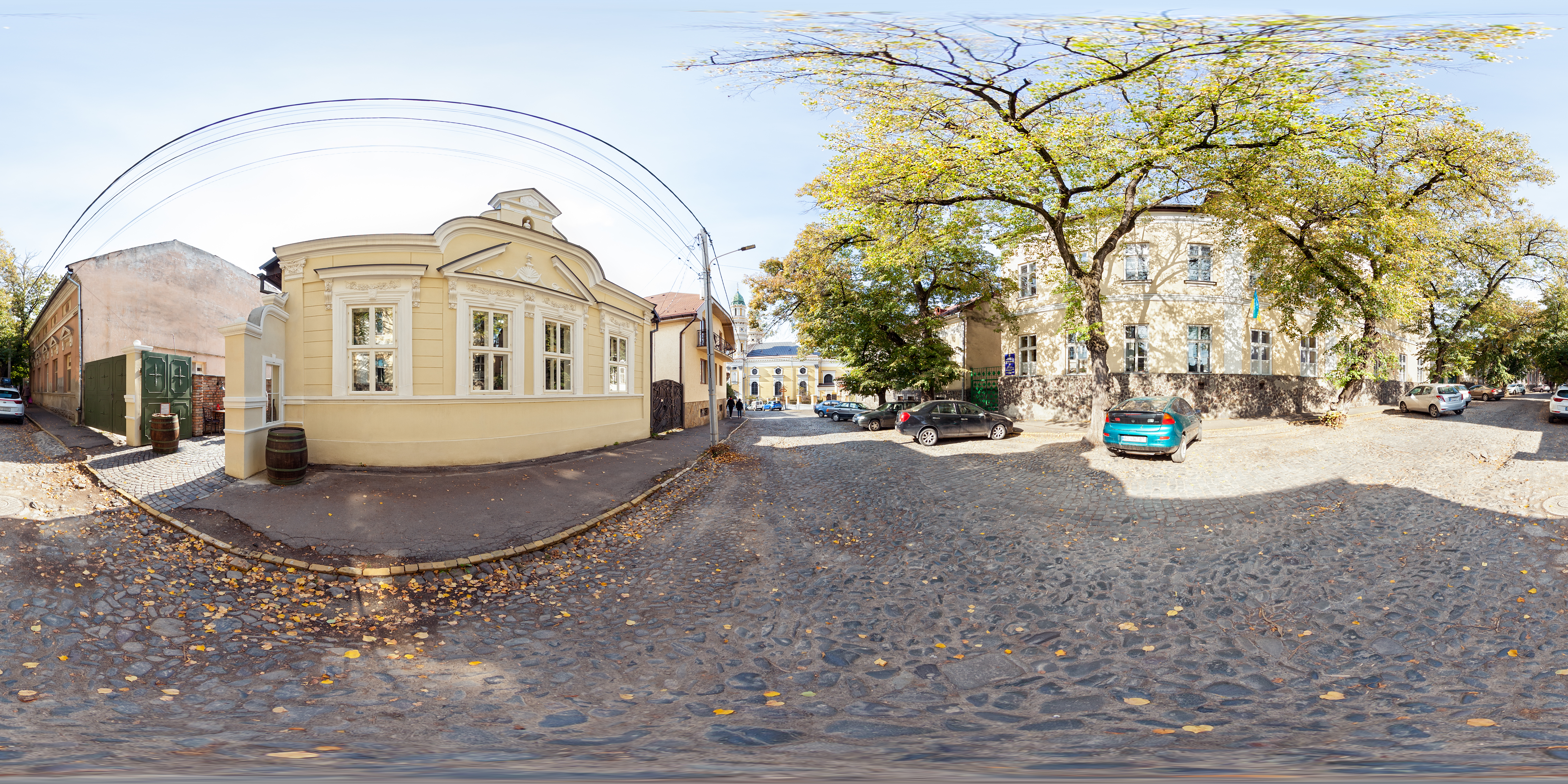
Дім Каноніка, Ужгород, Екстер'єр

Дім Кано́ніка – старовинний будинок кінця 17 століття, яким у минулому володіли ієрархи греко-католицької єпархії. Має унікальний необарочний фасад, який завжди був візитівкою Ужгорода, натомість майже суцільно знищений у 20 столітті. Відновлення завершено у 2019 році родиною Панових. Сьогодні тут розташована Винарня Алфельд [Архівовано 26 вересня 2020 у Wayback Machine.] з музеєм виноробства, яке має на Закарпатті багатовікову історію.

## Історія
Дім Кано́ніка  – одне з визначних місць на вулиці Капітульній, що є найстаршою в Ужгороді і веде до замку. Назва споруди пов’язана з каноніками – вищими  ієрархами у місцевій греко-католицькій єпархії. Будівля зведена у XVII столітті. Близько 1848 року була піддана реконструкції. Внутрішнє убранство зберігає в собі сліди давнішого часу. У 19 столітті у будинку розташовувалась приватна резиденція каноніка, який також виконував функції директора колегіуму. У ті часи він належав Рошковичам - відомій династії священнослужителів та художників. У радянські часи в будинку розташовувалось кілька комунальний квартир, внаслідок чого споруда була майже повністю знищена. Будинок було відновлено у 2019 році, внаслідок реалізації чергового проекту з реновації історичних будівель в рамках приватної ініціативи "Ренесанс Замкової Гори" (автор ідеї Ален Панов). На даний момент у Домі Каноніка [Архівовано 26 вересня 2020 у Wayback Machine.] знаходиться винарня Алфельд (Alföld) [Архівовано 26 вересня 2020 у Wayback Machine.] - різновекторний заклад, який знайомить мешканців та гостей міста з історією закарпатського виноробства й кухні.

## Загальні відомості

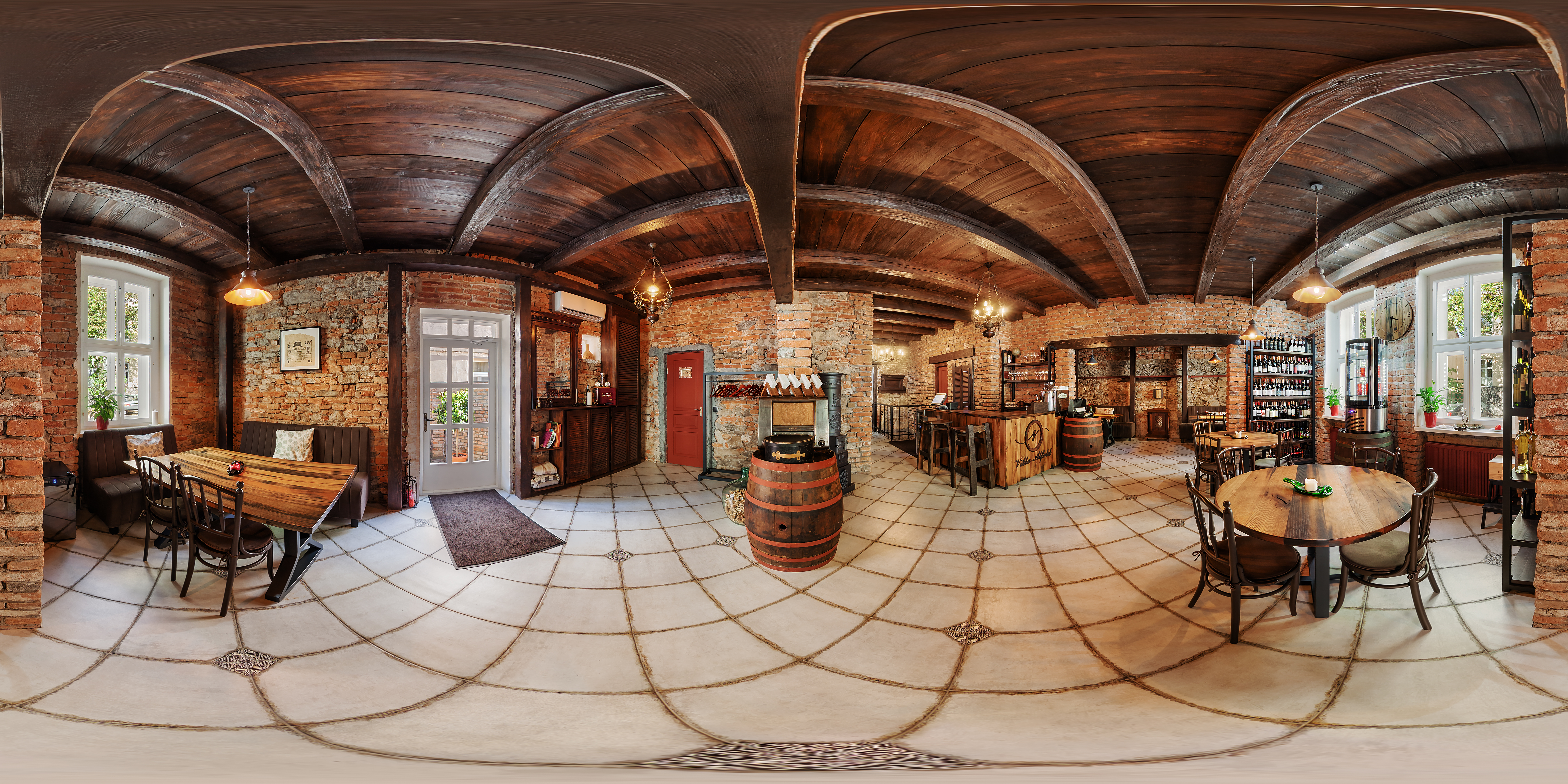
Дім Каноніка, Ужгород, Інтер'єр

Будинок складається з двох поверхів - на першому розташовано три винні зали, в яких повністю збережено оригінальну кам'яно-цегельну кладку; на другому поверсі знаходиться музей вина, де можна ознайомитись із історичним приладдям, яке використовували в минулому для його виробництва, а також побачити аутентичні дерев'яні елементи даху та дахового простору. У задній частині будинку збережено приватну резиденцію, яка розташовується на обох поверхах.  